# Echinorhynchus dendrocopi
Echinorhynchus dendrocopi är en hakmaskart som beskrevs av Westrumb 1821. Echinorhynchus dendrocopi ingår i släktet Echinorhynchus och familjen Echinorhynchidae. Inga underarter finns listade i Catalogue of Life.